# Певераньо
Певера̀ньо (на италиански: Peveragno; на пиемонтски: Povragn, Повъран, на окситански: Pouvranh, Поувран) е градче и община в Северна Италия, провинция Кунео, регион Пиемонт. Разположено е на 575 m надморска височина. Населението на общината е 5496 души (към 2012 г.).